# Meigenia hilaris
Meigenia hilaris là một loài ruồi trong họ Tachinidae.